# 1992 în jocuri video
Acest articol prezintă evenimente importante legate de jocuri video din anul 1992. Vezi și istoria jocurilor video.

## Evenimente
În 1992, au apărut mai multe sequel-uri și prequel-uri în jocurile video, cum ar fi Dragon Quest V, Final Fantasy V, Sonic the Hedgehog 2, Street Fighter II: Champion Edition, Super Mario Land 2: 6 Golden Coins sau Super Mario Kart, împreună cu titluri noi ca Art of Fighting, Lethal Enforcers, Mortal Kombat sau Virtua Racing.
Jocul arcade cu cele mai mari încasări a fost jocul de lupte de la Capcom, Street Fighter II, pentru al doilea an consecutiv, fiind, de asemenea, produsul de divertisment cu cele mai mari încasări din acest an. Cel mai bine vândut sistem de jocuri pentru acasă a fost Game Boy pentru al treilea an consecutiv, în timp ce cele mai bine vândute jocuri video pentru acasă din acest an au fost Sonic the Hedgehog 2 pentru Sega Mega Drive/Genesis și portarea pentru Super NES a lui Street Fighter II, care au fost ambele produse de home entertainment cu cele mai mari încasări ale anului.

### Reviste
În 1992, au apărut 12 numere lunare ale revistei Computer Gaming World, cu articole detaliate despre jocuri ca Wizardry VII: Crusaders of the Dark Savant, Aces of the Pacific, Castle of Dr. Brain, The Dagger of Amon Ra, Amazon: Guardians of Eden  etc. Numărul aniversar 100 a apărut în noimebrie.